# Semur-en-Brionnais
Semur-en-Brionnais är en kommun i departementet Saône-et-Loire i regionen Bourgogne-Franche-Comté i östra Frankrike. Kommunen ligger i kantonen Semur-en-Brionnais som tillhör arrondissementet Charolles. År 2022 hade Semur-en-Brionnais 608 invånare.

## Befolkningsutveckling
Antalet invånare i kommunen Semur-en-Brionnais
| Referens: INSEE |